# Cyphocharax pantostictos
Cyphocharax pantostictos är en fiskart som beskrevs av Richard P. Vari och Barriga S., 1990. Cyphocharax pantostictos ingår i släktet Cyphocharax och familjen Curimatidae. Inga underarter finns listade i Catalogue of Life.